# Championnat du Japon de football 1976
Le Championnat du Japon de football 1976 est la douzième édition de la Japan Soccer League.

## Classement de la première division
| Pos | Club              | Pts | J  | G  | N | D  | Bp | Bc | Diff | Note                               |
| --- | ----------------- | --- | -- | -- | - | -- | -- | -- | ---- | ---------------------------------- |
| 1   | Furukawa Electric | 26  | 18 | 11 | 4 | 3  | 37 | 15 | ＋22 | Champion                           |
| 2   | Mitsubishi Motors | 22  | 18 | 9  | 4 | 5  | 28 | 16 | ＋12 |                                    |
| 3   | Fujita Industries | 22  | 18 | 9  | 4 | 5  | 28 | 20 | ＋8  |                                    |
| 4   | Yanmar Diesel     | 21  | 18 | 9  | 3 | 6  | 34 | 20 | ＋14 |                                    |
| 5   | Hitachi           | 21  | 18 | 7  | 7 | 4  | 22 | 14 | ＋8  |                                    |
| 6   | Nippon Kokan      | 20  | 18 | 6  | 8 | 4  | 22 | 21 | ＋1  |                                    |
| 7   | Eidai Industries  | 18  | 18 | 7  | 4 | 7  | 18 | 24 | －6  |                                    |
| 8   | Toyo Industries   | 15  | 18 | 5  | 5 | 8  | 16 | 20 | －4  |                                    |
| 9   | New Nippon Steel  | 12  | 18 | 5  | 2 | 11 | 23 | 30 | －7  | Barrage promotion-relégation D1/D2 |
| 10  | Toyota Motors     | 3   | 18 | 1  | 1 | 16 | 10 | 58 | －48 | Barrage promotion-relégation D1/D2 |

## Barrage promotion-relégation D1/D2
| JSL Division 1   | Aller | Retour | JSL Division 2 |
| ---------------- | ----- | ------ | -------------- |
| New Nippon Steel | 2-1   | 3-2    | Yomiuri S.C.   |
| Toyota Motors    | 2-2   | 2-1    | Fujitsu        |

New Nippon Steel et Toyota Motors se maintiennent en D1. Fujitsu sera néanmoins promu en D1 à la suite de la disparition d'Eidai Industries.

## Classement des buteurs de la D1
| Joueur             | Nombre de buts |
| ------------------ | -------------- |
| Kunishige Kamamoto | 15             |
| Hiroyuki Usui      | 13             |

## Classement de la deuxième division
| Pos | Club                    | Pts | J  | G  | N | D  | Bp | Bc | Diff | Note                                       |
| --- | ----------------------- | --- | -- | -- | - | -- | -- | -- | ---- | ------------------------------------------ |
| 1   | Fujitsu                 | 29  | 18 | 13 | 3 | 2  | 32 | 6  | ＋26 | Barrage promotion-relégation D1/D2         |
| 2   | Yomiuri S.C.            | 25  | 18 | 11 | 3 | 4  | 51 | 28 | ＋23 | Barrage promotion-relégation D1/D2         |
| 3   | Tanabe Pharmaceuticals  | 25  | 18 | 10 | 5 | 3  | 28 | 18 | ＋10 |                                            |
| 4   | Honda Giken             | 21  | 18 | 6  | 9 | 3  | 25 | 17 | ＋8  |                                            |
| 5   | Teijin S.C. Matsuyama   | 19  | 18 | 9  | 1 | 8  | 32 | 28 | ＋4  |                                            |
| 6   | Yanmar Club             | 17  | 18 | 6  | 5 | 7  | 23 | 23 | ±0   |                                            |
| 7   | Sumitomo                | 13  | 18 | 5  | 3 | 10 | 27 | 34 | －7  |                                            |
| 8   | Kofu Club               | 12  | 18 | 4  | 4 | 10 | 14 | 30 | －16 |                                            |
| 9   | Kyoto Shiko Club        | 11  | 18 | 3  | 5 | 10 | 11 | 25 | －14 | Barrage promotion-relégation D2/Senior Cup |
| 10  | Furukawa Electric Chiba | 8   | 18 | 3  | 2 | 13 | 17 | 51 | －34 | Barrage promotion-relégation D2/Senior Cup |

## Barrage promotion-relégation D2/Senior Cup
| JSL 2                   | Aller | Retour | Senior Cup                                          |
| ----------------------- | ----- | ------ | --------------------------------------------------- |
| Kyoto Shiko Club        | 2-1   | 2-1    | Dainichi Nippon Densen (Finaliste de la Senior Cup) |
| Furukawa Electric Chiba | 0-0   | 0-1    | Nissan Motors (Vainqueur de la Senior Cup)          |

Nissan est promu en D2. Furukawa Chiba ne fut pas relégué à la suite de la disparition d'Eidai Industries.